# راندال وولف
راندال وولف (بالإنجليزية: Randall Wolf)‏ هو طبيب وجراح أمريكي، ولد في 5 فبراير 1953 في سينسيناتي في الولايات المتحدة.